# Taeniochauliodes ochraceopennis
Taeniochauliodes ochraceopennis är en insektsart som beskrevs av Peter Esben-Petersen 1924. 
Taeniochauliodes ochraceopennis ingår i släktet Taeniochauliodes och familjen Corydalidae. Inga underarter finns listade i Catalogue of Life.